# Raïn Sultanov
Raïn Sultanov (en azéri : Rain Sultanov) - est un musicien né le 29 avril 1965 à Bakou. Ses frères Raouf et Ramin sont aussi musiciens. Sur le conseil de ses frères, à l’âge de 14 ans, Raïn entre à l’école de musique, en classe de clarinette. L’intérêt de Raïn pour la musique de jazz et particulièrement pour le groupe «Weather Report» et pour Miles Davis s’éveille à cette période. Il apprend à jouer du saxophone à 16 ans. Lors de son service militaire Raïn joue dans la fanfare. Il poursuit son éducation musicale au collège musical Assaf Zeynalli.
En 1985, Raïn Sultanov remporte le concours républicain parmi les collèges. Il interprète les œuvres de Tchaïkovski, Mozart, Weber et d’autres. En même temps, il commence à interpréter les compositions de jazz et on l’invite à travailler dans le groupe de Polad Bul-Bul oghlu « Achiglar », qui joue aussi du jazz.
En 1988, Raïn travaille au Théâtre National de la chanson à l’invitation de Rachid Behbudov. Il interprète les compositions de Charlie Parker et de Michael Breker. La même année il entre au Conservatoire national azerbaïdjanais. En 1989, Raïn est invité à l’orchestre national azerbaïdjanais « Gaya », dont le directeur était Tofik Chabanov. Dans cet orchestre Raïn travaille en tant que soliste et se fait connaître non seulement comme un improvisateur, mais aussi comme un arrangeur de talent. 
En 1992, Raïn Sultanov est invité à jouer comme soliste dans l’orchestre symphonique de variété sous la direction du compositeur Faïk Soudjaddinov. À cette époque, Raïn se produit avec les programmes de jazz et les récitals. En 1992 - 1994, il joue dans différents jazz-clubs et salons de concert de la Turquie et de Moscou. En 1995, Raïn compose ses premières compositions intitulées «Jokers dance» et «Day off».

## Œuvre
En 1996 - 1997, Raïn Sultanov participe aux festivals de jazz en Allemagne. Étant en Allemagne, il écrit des compositions «Last moment», «Crazy world» et d’autres. En rentrant en Azerbaïdjan, il décide de créer le groupe « Syndicat » qui comprend Raouf Sultanov, frère ainé de Raïn (basse-guitare), Eldar Rzakulizade (piano), Hamidulla Gafari (guitare) et Vaguif Aliyev (percussion). Les 14 et 15 juillet 1997, les premiers récitals du groupe « Syndicat » ont lieu sous le titre «Last moment» (Les derniers moments). Dans un court délai, le groupe « Syndicat » remporte le succès. En 1997 - 1998, Raïn Sultanov se produit avec les compositions standards de John Coltrane et de Miles Davis dans de nombreux clubs de Bakou et d’Allemagne. En 1998, le groupe « Syndicat » reçoit l’invitation au festival de jazz international à Novossibirsk, se produit à la jam session avec les célèbres artistes de jazz, tels que Cutris Fuller (trombone), Adam Rogers (guitare), Donny McKazlin (saxophone) et d’autres. En janvier 1999, le groupe « Syndicat », devenu populaire, enregistre son premier disque compact intitulé Last moment. Peu de temps après, Raïn décide de montrer son travail de compositeur et son art de jouer sous un autre aspect, en enregistrant un album récital Mugham – Meqam. L’album a un grand succès aussi bien dans son pays natal, qu’à l’étranger. Les compositions de cet album entre dans le top dix sur une onde de radio de Bakou et deviennent les compositions préférées des auditeurs de la radio-onde « Radio russe » en Israël.
En 2008, Raïn Sultanov achève le travail sur l’album Récit de ma terre, qui  dure deux ans. Il  intitule ce projet album-livre, puisqu’il comprend quarante pages avec des photos. L’album se compose de deux disques, dont la durée est de trois heures. Le premier disque contient la musique, le deuxième contient un film, qui dure 17 minutes et est fait par les réalisateurs azerbaïdjanais et turques. Dans la première partie de l’album il y a l’interview de Raïn Sultanov, dans la deuxième partie la musique de l’artiste sonne sur le fond des photos, enregistrées sur le disque. Se sont les images des enfants, des vieillards, en général, des réfugiés. La troisième partie représente une mini-vidéo, dont le sujet principal est la guerre et les horreurs qu’elle apporte,.